# Герелс, Фрек
Фре́дерик (Фрек) Ге́релс (нидерл. Frederik "Freek" Gehrels; 12 июля 1891, Амстердам — 21 ноября 1943, там же) — нидерландский футболист, игравший на позиции защитника, выступал за амстердамский «Аякс».

## Спортивная карьера
В январе 1915 года Фрек Герелс стал членом футбольного клуба «Аякс», на тот момент команда выступала во втором классе Нидерландов. Он дебютировал 11 апреля в предпоследнем туре чемпионата против клуба АФК, выйдя в стартовом составе. Герелс составил пару центральных защитников с Франсом Схувартом. Матч завершился победой «Аякса» — 0:3. По итогам сезона «Аякс» стал победителем Западной лиги (группа Б) и выиграл в матчах за путёвку в высший класс, но из-за изменений регламента чемпионата амстердамцы остались во втором классе.
Спустя два сезона красно-белые всё же вернулись в первый класс Нидерландов. К тому времени Фрек уступил своё место в составе Франсу Каутону, однако он всё же сыграл один матч в первом классе. Это произошло 4 ноября 1917 года в матче 6-го тура чемпионата против клуба УВВ, когда Герелс заменил в стартовом составе травмированного Каутона. Игра завершилась результативной ничьей со счётом 4:4.
Помимо футбола, Герелс c 1921 по 1939 год играл за крикетную команду «Аякса».

## Личная жизнь
Фредерик родился в июле 1891 года в Амстердаме. Отец — Виллем Герман Фредрик Герелс, был родом из Отмарсюма, мать — Хендрикина Хаем, родилась в Элде. Его отец работал кондуктором в Амстердаме. Помимо него, в семье было ещё трое сыновей: Виллем, Херман и Люкас. Старший брат Виллем, родившийся в 1885 году, стал музыкальным педагогом и скрипачом.
Женился в возрасте двадцати шести лет — его избранницей стала 28-летняя Хелена Рейнберген, уроженка Амстердама. Их брак был зарегистрирован 28 марта 1918 года в Амстердаме. В июне 1920 года у них родилась двойня — дочь Хармана и сын Виллем, однако мальчик умер спустя две недели.
Умер 21 ноября 1943 года в возрасте 52 лет в Амстердаме.

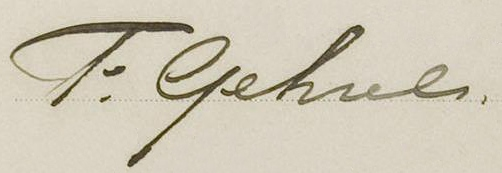
Автограф Герелса, оставленный им в день бракосочетания, 28 марта 1918 г.